# Сеидов, Гейдар Мираббас оглы
Гейдар Мираббас оглы Сеидов (азерб. Heydər Mirabbas oğlu Seyidov; 1884 год, Нахичеванский уезд — 17 апреля 1953 года, Нахичеванский район) — советский азербайджанский животновод, Герой Социалистического Труда (1949).

## Биография
Родился в 1884 году в селе Шахтахты Нахичеванского уезда Эриванской губернии (с 2004 года в составе Кенгерлинского района Нахичеванской АР Азербайджана).
Начал трудовую деятельность чабаном в 1928 году в колхозе имени Берия (позже колхоз «Азербайджан») Норашенского района. Позже главный чабан.
В 1948 году достиг высоких показателей в области животноводства.
Указом Президиума Верховного Совета СССР от 24 июня 1949 года за получение высокой продуктивности животноводства Сеидову Гейдару Мираббас оглы присвоено звание Героя Социалистического Труда с вручением ордена Ленина и золотой медали «Серп и Молот».
Скончался 17 апреля 1953 года в селе Боюкдюз Нахичеванского района (с 2004 года в составе Кенгерлинского района).